# Metaphycus neseri
Metaphycus neseri är en stekelart som beskrevs av Annecke och Mynhardt 1979. Metaphycus neseri ingår i släktet Metaphycus och familjen sköldlussteklar. Inga underarter finns listade i Catalogue of Life.